# Anders Johansson (författare)
Anders Johansson, född 7 augusti 1947 i Västerås, är en svensk poet, författare och fotograf, bosatt i Kalmar. 
Sitt eget liv skildrar Anders Johansson i minnesboken När jag såg mig om.
Johansson var värd i Sommar i P1 den 27 juni 1985, 18 juli 1986 samt den 28 juli 1988.

## Lyrik
- Ur stad och land, 1984
- Isblommor, 1986
- Den nedlagda blomsteraffären, 1989
- Det ensamma djuret, 1992
- Somrarna, 1996
- I kometens tid, 1998
- In der Zeit des Kometen und andere Gedichte, dikter i urval, 1999
- Klockan, 2000
  - Ora (Klockan i albansk översättning), 2002
- Trädgårdarna, 2004
- Stränderna, 2006
- Drömmen om Västerås, 2007
- Strömmarna, 2013

## Priser och utmärkelser
- Linnépriset 1995
- Sten Hagliden-priset 2002